# Старая Покровка (Воронежская область)
Старая Покровка — хутор в Лискинском районе Воронежской области.
В 1650 году поселение называется деревней Прогорелая, т. к. Неоднократно сжигалась кочевыми племенами. В 1702 году строится  Покровская церковь, откуда село и получает название.
Входит в состав Высокинского сельского поселения.

## География

### Улицы
- ул. Березовая
- ул. Луговая
- ул. Мира
- ул. Песчаная
- ул. Приозерная
- ул. Степная
- ул. Центральная
- пер. Мира
- пер. Степной

## Известные жители и уроженцы
- Дмитриев, Виктор Яковлевич (1934—1999) — Герой Социалистического Труда.